# Movimento Internacional Lusófono
O Movimento Internacional Lusófono, ou MIL, é um movimento cultural e cívico internacional que visa a promoção da cultura lusófona no mundo, o estreitamento dos laços entre os países da CPLP e ainda os laços destes com os povos falantes de português espalhados por toda a Terra.
Tem actualmente a sua sede no Palácio da Independência, em Lisboa.

## Origem
A inspiração para o MIL assenta nas palavras do filósofo Agostinho da Silva, cidadão luso-brasileiro, na proposta de reorganização de Portugal e do mundo lusófono que redigiu em 1974, dirigindo-se ao "Povo não realizado que actualmente habita Portugal, a Guiné, Cabo Verde, São Tomé e Príncipe, o Brasil, Angola, Moçambique, Macau, Timor, e vive, como emigrante ou exilado, da Rússia ao Chile, do Canadá à Austrália"
– “Proposição”, in Dispersos, Lisboa, ICALP, 1989, p. 617.